# Oswald Karch
Oswald Karch (Ludwigshafen am Rhein, 6 marzo 1917 – Mannheim, 28 gennaio 2009) è stato un pilota automobilistico tedesco.
Ha partecipato al Gran Premio di Germania 1953 non portando però a termine la gara.

## Risultati in Formula 1
| 1953 | Scuderia       | Vettura    |  |  |  |  |  |  |     |  |  | Punti | Pos. |
| ---- | -------------- | ---------- |  |  |  |  |  |  | --- |  |  | ----- | ---- |
| 1953 | Pilota privato | Veritas RS |  |  |  |  |  |  | Rit |  |  | 0     |      |

| Legenda | 1º posto     | 2º posto | 3º posto    | A punti         | Senza punti/Non class.  | Grassetto – Pole position Corsivo – Giro più veloce |
| Legenda | Squalificato | Ritirato | Non partito | Non qualificato | Solo prove/Terzo pilota | Grassetto – Pole position Corsivo – Giro più veloce |